# Borys Szyc
Borys Michał Szyc-Michalak est un acteur polonais, né le 4 septembre 1978 à Łódź, en Pologne.

## Biographie
Borys Szyc (né sous le nom de Borys Michalak) est un acteur polonais. Il est né le 4 septembre 1978 à Łódź. Diplômé de Aleksander Zelwerowicz State Theatre Academy de Varsovie en 2001, il débute alors sa carrière cinématographique et théâtrale. En 2011, il reçoit le prix du meilleur acteur aux 35e Festival des films du monde de Montréal, pour son interprétation de Paweł, dans La Dette.

## Filmographie
- 2002 : Le Pianiste de Roman Polanski
- 2002 : Kasia et Tomek : un ami de Kasia, dans une adaptation de Un gars, une fille
- 2006 : Chaos
- 2009 : Wojna polsko-ruska de Xawery Żuławski : Andrzej Robakowski « Silny »
- 2010 : Les Vœux d'une jeune fille (Śluby panieńskie) de Filip Bajon : Albin
- 2011 : La Dette de Rafael Lewandowski : Paweł
- 2012 : 11 settembre 1683 (aussi The Day of the Siege: September Eleven 1683) de Renzo Martinelli : Mikołaj Sieniawski
- 2013 : La Bataille de Westerplatte de Paweł Chochlew : Stefan Grodecki (pl)
- 2017 : The Art of Loving (Sztuka kochania. Historia Michaliny Wislockiej) de Maria Sadowska
- 2018 : Cold War (Zimna wojna) de Pawel Pawlikowski : Lech Kaczmarek
- 2019 : Piłsudski de Michał Rosa : Józef Piłsudski
- Joika de James Napier Robertson : (en production)

## Doublage
Entre autres :
- 2007 : Tous à l'Ouest : Joe Dalton
- 2008 : Astérix aux Jeux olympiques : Brutus

## Récompenses
- Récompenses cinématographiques polonaises: Orły 2009
  - Aigle du meilleur acteur dans un rôle principal pour Borys Szyc
- Festival des films du monde de Montréal 2011
  - meilleur acteur pour son rôle de Paweł dans pour La Dette